# Bitwa pod Arghandab (2008)
Bitwa pod Arghandab – bitwa stoczona w dniach 18–19 czerwca 2008 roku pomiędzy siłami NATO-ISAF pod kryptonimem operacja IBRAT, a talibami w odwecie za wyzwolenie więzienia w Kandaharze.

## Przygotowanie do bitwy
Po ucieczce Talibów z więzienia 13 czerwca, siły ISAF natychmiast przygotowały odwet za tamte wydarzenia. Przygotowano ulotki, informujące mieszkańców miasta, że jest planowany atak na Talibów i sugerowały, że cywile powinni zostać w domach, które następnie zostały zrzucone na ulice miasta.

## Bitwa
Kierowane przez NATO siły weszły do Arghandabu 18 czerwca 2008. Nieopodal miasta napotkali opór Talibów. Wojska kanadyjskie i afgańskie wdały się w walkę z zaskoczonymi przeciwnikami. W walkach tych zginęło 20 Talibów, przy czym potwierdzona jest liczba 16 zgonów. 19 czerwca generał brygady Denis Thompson potwierdził, że Talibowie zostali pokonani na zewnątrz miasta. W bitwie zginął Jamie Kidston, australijski dziennikarz, który został postrzelony w ramię, gdy filmował przebieg bitwy. Jeden z mieszkańców miasta zginął, a drugi odniósł rany. Trzech innych wykonawców cywilnych pracujących dla ISAF było również rannych.